# Inflatolejeunea
Inflatolejeunea là một chi rêu trong họ Lejeuneaceae.